# Демьян Бедный
Демья́н Бе́дный (настоящее имя Ефи́м Алексе́евич Придво́ров; 1 [13] апреля 1883, Губовка, Херсонская губерния — 25 мая 1945[…], Барвиха, Московская область) — русский советский поэт, писатель, публицист и революционный общественный деятель. Стихи и басни Демьяна Бедного отличаются доходчивостью, афористичностью, ясным политическим мотивом, по стилю близки к русскому народному фольклору. Особое внимание поэт уделял антирелигиозной пропаганде, был постоянным автором газеты «Безбожник». Приветствовал в стихах снос Храма Христа Спасителя.
Член РСДРП(б) с 1912 года. После Октябрьской революции активно превозносил Ленина и Троцкого. Когда после смерти Ленина в СССР началась внутрипартийная борьба (1926—1930 годы), Демьян Бедный стал последовательно отстаивать линию Сталина. Благодаря дружескому расположению Сталина пользовался исключительными привилегиями — квартира в Кремле (пропуск за № 3), личный автомобиль, личный агитпоезд, депутатство в Моссовете, дача и др. Его агитационные стихи публиковались миллионными тиражами.
В 1930-е годы партия большевиков взяла новый курс, включающий национально-патриотический идеал наряду с классовым, и поэт, не сумевший перестроиться, попал в опалу. Партийная печать и лично Сталин обвинили его в «клевете на русский народ» и «оплёвывании народного прошлого». В 1938 году Демьян Бедный был исключён из партии и из Союза писателей с формулировкой «моральное разложение». Его выселили из Кремля, перестали печатать, однако не арестовали. С началом Великой Отечественной войны Демьяну разрешили печататься. В 1956 году он был посмертно восстановлен в партии.

## Биография

### Ранние годы и начало творчества
Ефим Придворов родился 1 (13) апреля 1883 года в селе Губовка (ныне Кропивницкого района Кировоградской области Украины) в семье крестьянина. Отец уехал в город (Елисаветград), где работал чернорабочим на машиностроительном заводе (позже — носильщиком на вокзале). Мать, как вспоминал позднее поэт, вела разгульный образ жизни и мало заботилась о сыне. Мальчик всё же окончил 4 класса сельской школы (с похвальным листом), а в 1896 году поступил в Киевскую военно-фельдшерскую школу.
Следующие 4 года юноша учился в фельдшерской школе, далее ещё 4 года служил в елисаветградском лазарете. В родную деревню он больше не возвращался. В 1904 году он сдал экстерном экзамены на аттестат зрелости, получив пятёрку по «Закону Божьему», четвёрку по русской словесности и тройку по всем прочим предметам. Наличие аттестата позволило юноше поступить без экзаменов на историко-филологический факультет Санкт-Петербургского университета. Учился Ефим очень добросовестно. Плата за обучение составляла 25 рублей в год, молодой студент подрабатывал на жизнь частными уроками. Одной из его учениц была Вера Косинская, которая стала его первой женой; в 1911 году у них родилась дочь Тамара.
Первые стихи Ефима Придворова были опубликованы в 1899 году, они были написаны в духе казённого монархического «патриотизма» («Звучи, моя лира, я песню слагаю // Апостолу мира Царю Николаю!») или «романсовой лирики». Среди учащихся университета, вопреки подписанному всеми студентами обязательству «не участвовать ни в каких тайных обществах», были будущие видные большевики — Крыленко, Мануильский, Кингисепп и другие. С 1908 года Ефим сблизился с Бонч-Бруевичем и другими большевиками, стихи его приобретают новый, бунтарский характер. В качестве псевдонима («Бедный») он взял деревенское прозвище своего дяди, народного обличителя и атеиста; этот псевдоним впервые упомянут в стихотворении «О Демьяне Бедном, мужике вредном» (1911), а в качестве подписи псевдоним появился в басне «Кукушка» 1912 года. Стихи Демьяна в этот период публиковались в легальной социал-демократической газете «Звезда» (которую цензура не раз за это штрафовала).
В 1912 году поэт вступил в РСДРП, с этого же года «Звезда» закрылась, и он стал публиковать остросатирические басни в большевистских газетах и журналах: «Правда», «Невская звезда», «Наш путь». Первая книга поэта «Басни» была издана в 1913 году. Полиция следила за поэтом, устраивала у него обыски, конфисковывала номера газет с его стихотворениями. В дальнейшем Демьян Бедный написал большое количество басен, песен, частушек и стихотворений в других жанрах.
Студентом Демьян числился 10 лет, но университет так и не окончил, намеренно затягивая сдачу экзаменов, потому что по окончании обучения он лишался права жительства в Петербурге, и его ждал неотбытый срок воинской службы в Елисаветграде.
В 1914 году с началом Первой мировой войны Демьян был мобилизован в армию и стал фельдшером санитарно-гигиенического отряда. За спасение раненых с поля боя был награждён Георгиевской медалью. В 1915 году переведен в резервную часть (возможно, с учётом «неблагонадёжности»), а позже уволен в запас. Басен его нигде больше не печатали, и Демьян устроился в Петрограде делопроизводителем (позднее — начальником отдела) Центрального Военно-промышленного комитета. В июне 1916 года родилась младшая дочь поэта, Сусанна.

### Революция и гражданская война (1917—1920)
После Февральской революции 1917 года Демьян стал активно сотрудничать с газетой «Известия», издававшейся с марта Петроградским советом рабочих и солдатских депутатов, а позднее — с восстановленной «Правдой». По воспоминаниям Бонч-Бруевича, басни и фельетоны Демьяна очень нравились Ленину, который оценил их как «действительно пролетарское творчество». Ленин ещё с 1912 года активно переписывался с поэтом, а в апреле 1917 года лично познакомился с ним и неоднократно цитировал стихи Демьяна в своих выступлениях. Поэта выдвинули на выборах в Рождественскую районную думу столицы делегатом от фракции большевиков.
В марте 1918 года Демьян Бедный прибыл вместе с Советским правительством из Петрограда в Москву и получил квартиру в Большом Кремлёвском дворце, куда позже (летом) перевёз жену, детей, тёщу, няню для детей. Для прохода в Кремль Демьян получил пропуск за номером 3. Семья поэта вскоре выросла: в 1919 году родился сын Дмитрий, за ним — второй сын, Святослав.
По ряду свидетельств, расстрел и сожжение тела Фанни Каплан (1918 год) происходил в присутствии Демьяна Бедного, желавшего посмотреть на казнь своими глазами ради творческого вдохновения.
В годы гражданской войны Бедный вёл агитационную работу в рядах РККА. В своих стихотворениях тех лет превозносил Ленина и Троцкого.
Стихи Демьяна печатали «Правда», «Беднота» и другие советские газеты. В 1918 году Ленин резко осудил стихотворение Демьяна «Слепые» (о русском крестьянстве) и так отозвался о его творчестве: «Грубоват. Идёт за читателем, а надо быть немножко впереди».

### Противоречивый успех (1920—1929)
С одной стороны, Д. Бедный виделся в этот период как популярный и преуспевающий автор. Общий тираж его книг в 1920-е годы превысил два миллиона экземпляров. Нарком культуры А. В. Луначарский оценил его как великого писателя, равного Максиму Горькому, и в апреле 1923 года ВЦИК наградил Демьяна Бедного орденом Красного Знамени. Это было первое награждение боевым орденом за литературную деятельность в РСФСР. Творчеству Демьяна Бедного был посвящён целый ряд изданий: один только А. Ефремин, один из редакторов собрания сочинений, напечатал книги «Демьян Бедный в школе» (1926), «Демьян Бедный и искусство агитки» (1927), «Демьян Бедный на противоцерковном фронте» (1927) и «Громовая поэзия» (1929).
С другой стороны, несмотря на призывы руководителя РАППа Л. Л. Авербаха к «повсеместному одемьяниванию советской литературы» для многих пролетписателей фигура Демьяна в качестве литературного эталона была неприемлема. Пролеткультовцы жаловались на «лже-пролетарское засилие в стихах» демьянов бедных. Представителей ЛЕФа и других авангардистских течений раздражал воинствующий дилетантизм, «кондовость» Бедного, поверхностность его тем и идей, шаблонность образов и речи и вообще отсутствие поэтического мастерства. Что же касается «афористически-чеканных» характеристик, сформулированных Троцким («это не поэт, приблизившийся к революции, снизошедший до неё, принявший её; это большевик поэтического рода оружия» и ряд др.), то «впоследствии они сильно повредили поэту».
Во время внутрипартийной борьбы 1926—1930 годов Демьян Бедный стал активно и последовательно отстаивать линию И. В. Сталина. Благодаря этому поэт продолжал пользоваться различными признаками расположения со стороны власти, включая квартиру в Кремле, дачу в Мамонтовке с большим садом и регулярные приглашения на встречи с партийным руководством. Писатель собрал одну из крупнейших частных библиотек в СССР (свыше 30 тыс. томов), которой пользовался Сталин. У них сложились прекрасные, почти дружеские отношения.
Для разъездов по стране Демьяну Бедному в 1918 году выделили особый вагон, в котором он, в частности, путешествовал по Кавказу. Во время поездок он обменивался со Сталиным дружескими письмами. 23 ноября 1925 г. в протоколе № 118 президиум ЦКК постановил оставить за Д. Бедным протекционный вагон с тем, чтобы он был использован исключительно для деловых поездок по разовым мандатам. 4 декабря 1925 года Д. Бедный написал письмо И. В. Сталину, в котором отметил снижение оценки его работы руководящей частью партии и просил об оставлении прежнего порядка пользования вагоном по постоянному персональному, на его имя, мандату НКПС.
Демьяну был также предоставлен в личное пользование автомобиль «Форд». В 1928 году в связи с осложнением диабета был направлен на двухмесячное лечение в Германию, в сопровождении членов семьи и переводчика. Сталин в письме в политбюро ЦК потребовал пойти на любые расходы, чтобы не допустить гибели его от сахарного диабета: «Демьян Бедный в опаснейшем положении: у него открыли 7 % сахара, он слепнет, он потерял ½ пуда веса в несколько дней, его жизни угрожает прямая опасность. По мнению врачей, нужно его отправить поскорее за границу, если думаем спасти его. Демьян говорит, что придется взять с собой жену и одного сопровождающего, знающего немецкий язык. Я думаю, что надо удовлетворить его».
Наряду со стихами на актуальные политические темы, поэт постоянно большое внимание уделял антирелигиозной пропаганде, печатал остросатирические басни и фельетоны: «Новый завет», «Крещение», «Церковный канон», «Новый завет без изъяна евангелиста Демьяна» и другие. Был постоянным автором журнала «Безбожник у станка». Значительная часть сатиры поэта была посвящена международным темам — критике империализма и фашизма. Много лет, начиная с 1922 года, Демьян избирался депутатом Моссовета.
В 1929 году, когда в Тамбовской губернии началось массовое колхозное движение, Демьян Бедный работал уполномоченным по проведению коллективизации в бывшем тогда Избердеевском районе (в селах Петровка, Успеновка, ныне Петровского района).

### Опала (1930—1938)
6 декабря 1930 года Секретариат ЦК ВКП(б) своим постановлением осудил стихотворные фельетоны Бедного «Слезай с печки» и «Без пощады», опубликованные в «Правде», Критика касалась двух тем: «за последнее время в фельетонах т. Демьяна Бедного стали появляться фальшивые нотки, выразившиеся в огульном охаивании „России“ и „русского“»; кроме того, последний фельетон упоминал восстания в СССР и покушения на Сталина, несмотря на запрет обсуждать подобные темы как «ложные слухи». В постановлении говорилось: «ЦК надеется, что редакции „Правды“ и „Известий“ учтут в будущем эти дефекты в писаниях т. Демьяна Бедного».
Демьян пожаловался Сталину, но в ответ получил резко критичное письмо:

В чём существо Ваших ошибок? Оно состоит в том, что критика недостатков жизни и быта СССР, критика обязательная и нужная, развитая Вами вначале довольно метко и умело, увлекла Вас сверх меры и, увлёкши Вас, стала перерастать в Ваших произведениях в клевету на СССР, на его прошлое, на его настоящее… [Вы] стали возглашать на весь мир, что Россия в прошлом представляла сосуд мерзости и запустения… что «лень» и стремление «сидеть на печке» является чуть ли не национальной чертой русских вообще, а значит и русских рабочих, которые, проделав Октябрьскую революцию, конечно, не перестали быть русскими. И это называется у Вас большевистской критикой! Нет, высокочтимый т. Демьян, это не большевистская критика, а клевета на наш народ, развенчание СССР, развенчание пролетариата СССР, развенчание русского пролетариата.— Письмо Сталина Демьяну Бедному
Сталин в письме осудил также фельетон Демьяна «Перерва» (см. Крушение в Перерве) как пример «клеветы на СССР».
После критики вождя Бедный стал писать подчёркнуто партийные стихи и басни («Диво дивное коллективное», «Ёж» и др.). В стихах 1930-х годов Демьян постоянно цитирует Сталина, а также использует слова Сталина в качестве эпиграфов. Восторженно приветствовал снос Храма Христа Спасителя: «Под ломами рабочих превращается в сор / Безобразнейший храм, нестерпимый позор» (1931, «Эпоха»). В стихотворениях «Пощады нет!» (1936) и «Правда. Героическая поэма» (1937) беспощадно заклеймил Троцкого и троцкистов, назвав их иудами, бандитами и фашистами. К 50-летию (1933) поэт был награждён орденом Ленина, его постоянно избирают во всевозможные президиумы и правления.
Утвердить следующий проект постановления Комитета по делам искусств:
Ввиду того, что опера-фарс Демьяна Бедного, поставленная под руководством А. Я. Таирова в Камерном театре с использованием музыки Бородина,

а) является попыткой возвеличения разбойников Киевской Руси как положительный революционный элемент, что противоречит истории и насквозь фальшиво по своей политической тенденции;
б) огульно чернит богатырей русского былинного эпоса, в то время как главнейшие из богатырей являются в народном представлении носителями героических черт русского народа;
в) даёт антиисторическое и издевательское изображение крещения Руси, являвшегося в действительности положительным этапом в истории русского народа<…>
Комитет по делам искусств при СНК Союза ССР постановляет:
1. Пьесу «Богатыри» с репертуара снять как чуждую советскому искусству.
2. Предложить т. Керженцеву написать статью в «Правде» в духе настоящего решения.

Тем не менее партийная критика Демьяна продолжалась, на I съезде советских писателей (1934 год) его обвинили в политической отсталости и вычеркнули из списка награждаемых. В 1932 году Демьяна выселили из кремлёвской квартиры; Сталин после очередной жалобы разрешил ему лишь пользование оставшейся в Кремле его библиотекой. В 1935 году новый скандал и большое недовольство Сталина вызвала найденная НКВД тетрадка с записями оскорбительных характеристик, которые Демьян давал видным деятелям партии и правительства. Открылись также жалобы Демьяна на то, что Сталин, пользуясь его библиотекой, оставляет на книгах жирные следы своих пальцев.
С 26 января по 10 февраля 1934 года участвовал в XVII съезде ВКП(б) как делегат с совещательным голосом.
В 1933 году Демьян Бедный разошёлся с женой. Позднее, в 1939 году, он женился на артистке Лидии Назаровой.
В 1936 году поэт написал либретто комической оперы «Богатыри» (о крещении Руси; на музыку Бородина), которая возмутила посетившего спектакль в Камерном театре Молотова, а затем и Сталина; результатом стало постановление от 14 ноября 1936 года Политбюро ЦК ВКП(б) о запрете пьесы Демьяна Бедного «Богатыри». Комитет по делам искусств в специальном постановлении (15 ноября 1936 года) резко осудил спектакль как антипатриотический. Очередную, якобы антифашистскую, поэму Демьяна «Борись иль умирай» (июль 1937 года) Сталин в письме редакции «Правды» расценил как «литературный хлам», как басню, содержащий «глупую и прозрачную» критику не фашистского, а советского строя. 15 ноября 1937 года в «Правде» появилась разгромная статья П. М. Керженцева под названием «Фальсификация народного прошлого». В ней Д. Бедному ставились в вину искажение российской истории и «оплёвывание народного прошлого», проявившиеся, в частности, в романтическом возвеличивании «разбойничков» Древней Руси и одновременном очернении древнерусских богатырей, воплощавших думы и чаяния русского народа. Демьян попытался опубликовать в «Правде» антифашистскую поэму под названием «Ад», но Сталин наложил на рукопись раздражённую резолюцию: «Передайте этому новоявленному „Данте“, что он может перестать писать».

### Последние годы (1938—1945)
В июле 1938 года Демьян Бедный был исключён из ВКП(б) и из Союза писателей с формулировкой «моральное разложение». Его перестали печатать, но объекты, носившие его имя, переименованы не были.
Попавший в опалу Демьян Бедный бедствовал, был вынужден продавать свою библиотеку и мебель. Он сочинял новые хвалы Ленину-Сталину, но в разговоре с родственниками крайне негативно отзывался о вожде и остальной партийной верхушке. Сталин знал об этом, но новых репрессий не последовало.
С началом Великой Отечественной войны публикации возобновились, сначала под псевдонимом Д. Боевой, потом к концу войны, под первоначальным псевдонимом. Сотрудничал с Кукрыниксами для создания агитационных плакатов, участвовал в «Окнах ТАСС». В антифашистских стихах и баснях Бедный, в полном противоречии со своими прежними произведениями, призывал братьев «помянуть старину», утверждал, что верит в свой народ и продолжал восхвалять Сталина. Однако новые стихи Демьяна так и остались незамеченными — он не сумел вернуть прежнее расположение вождя.
В феврале 1945 года поэт, предчувствуя близость смерти, написал автоэпитафию:
   Не плачьте обо мне, простершемся в гробу,

   Я долг исполнил свой, и смерть я встретил бодро.

   Я за родной народ с врагами вёл борьбу,

   Я с ним делил его геройскую судьбу,

   Трудяся вместе с ним и в непогодь и в вёдро.
Демьян Бедный умер 25 мая 1945 года в санатории от паралича сердца. Похоронен в Москве на Новодевичьем кладбище на участке № 2. Некролог, опубликованный во всех газетах, подписали 60 виднейших советских писателей.
Последнее критическое партийное постановление, касающееся поэта, вышло уже посмертно. 24 февраля 1952 года были подвергнуты идейному разгрому два сборника Д. Бедного («Избранное», 1950 и «Родная армия», 1951) за «грубейшие политические искажения»: как оказалось, в эти издания были включены первоначальные варианты произведений Бедного вместо поздних, политически переработанных. В 1956 году Демьян Бедный был посмертно восстановлен в КПСС.

## Творчество

### Псевдонимы
Ефим Придворов за свою жизнь использовал множество псевдонимов.
- Демьян Бедный — основной; иногда автор сокращал его до Д. Б-й.
- Мужик Вредный — весной 1917 года. Встречается также в виде: Демьян Бедный, мужик вредный.
- Друг сердечный или Шило — в начале лета 1917 года.
- Солдат Яшка — медная пряжка — летом 1917 года, в период преследования большевиков Временным правительством, а также некоторое время после Октябрьской революции.
- Дед Софрон или Сторож Софрон — с 1918 года, «Красная газета» и «Беднота».
- Д. Боевой — в период войны 1941—1945.

### Художественный стиль
М. Л. Гаспаров в Большой российской энциклопедии высоко оценивает поэтические способности Демьяна Бедного:

Его стиль — афористические, сразу запоминающиеся строчки, предельно простой язык, традиционный набор легкопонятных образов и привычных жанров (басня, песня); интонация прямого разговора с читателем, юмор скорее добродушный, чем злой; разговорный стих — басенный или фольклорный; замечательно тонкий слух (классическая точность рифм — уникальная в XX веке).

Однако немало критиков упрекали поэта в грубости и безвкусице. Например, поэт В. Г. Шершеневич писал, что не видит у Демьяна Бедного «никаких завоеваний ни в области формы, ни в области идеологии».

## Награды
- Георгиевская медаль[16]
- Орден Красного Знамени, 22.04.1923[26][51]
- Орден Ленина, 1933[52]
- Медаль «За доблестный труд в Великой Отечественной войне 1941—1945 гг.»

## Кинематограф

### Экранизации
- 1918 — «О попе Панкрате, тетке Домне и явленной иконе в Коломне»[53]. Московский кинокомитет, ч/б, 27 мин. Сатирическая комедия по мотивам одноимённой басни Демьяна Бедного. Режиссёры: Александр Аркатов, Николай Преображенский.
- 1920 — «О Митьке-бегунце и об его конце»[54], Одесская киностудия.

### Документальные фильмы
- 1983 — Демьян Бедный (ЦСДФ)[55].

## Память
В честь поэта назван посёлок Демьян Бедный Жердевского района Тамбовской области. В 1925 году имя «Беднодемьяновск» было присвоено городу Спасск Пензенской области, но 13 октября 2005 года переименование было отменено, и город восстановил своё историческое имя.
Имя Демьяна Бедного присвоено улицам во многих городах бывшего СССР (Владимире, Донецке, Москве, Санкт-Петербурге и т. д.). В честь Демьяна Бедного названы улицы в Беларуси — Барановичи, Браслав, Могилёв, Орша, аг. Перерост, Червень. В Орше также переулки 1 и 2 Демьяна Бедного. В Гомеле улица Демьяна Бедного переименована в Никольскую.
В 1931 году была открыта группа арктических островов, которым было присвоено название «Острова Демьяна Бедного» (острова были открыты и нанесены на карту в 1931 году Г. А. Ушаковым и Н. Н. Урванцевым).
В 1985 году был спущен на воду пассажирский теплоход «Демьян Бедный».
Имя Демьяна Бедного в 1922—1938 гг. носила спичечная фабрика в селе Чернёво (ныне Псковская область).

## Отклики в литературе

### Сергей Есенин
Сергей Есенин писал в «Стансах» (1924):
      Я вам не кенар!

      Я поэт!

      И не чета каким-то там Демьянам.

      Пускай бываю иногда я пьяным,

      Зато в глазах моих

      Прозрений дивных свет.
Эти стихи впервые были прочитаны поэтом на вечере поэзии в Баку (октябрь 1924 года) и вызвали резкую отповедь бакинской газеты «Труд»: «Напоминаем, что Демьянов этих читает весь стомиллионный Союз. Есенина же знают только те, которые не купались в родниках Маркса и Ленина, и те, которые так ещё безумно, как и сам Есенин, тоскуют о „тех берегах“».

### Анатолий Луначарский
Анатолий Луначарский, критически относившийся к творчеству Бедного, не раз вступал с ним в полемику, в том числе и стихотворную. В 1925 году он посвятил поэту язвительную эпиграмму:
      Демьян, ты мнишь себя уже

      Почти советским Беранже.

      Ты, правда, «б»,

      Ты, правда, «ж».

      Но всё же ты — не Беранже.

### Послание «евангелисту» Демьяну
В апреле — мае 1925 года две советские газеты, «Правда» и «Беднота», опубликовали антирелигиозную поэму Демьяна Бедного «Новый завет без изъяна евангелиста Демьяна», написанную в глумливо-издевательской манере. В 1925—1926 годах в Москве стал распространяться яркий стихотворный ответ на эту поэму под названием «Послание евангелисту Демьяну», подписанный именем Сергея Есенина. Фрагмент стихотворения:
   Нет, ты, Демьян, Христа не оскорбил,

   Своим пером ты не задел Его нимало —

   Разбойник был, Иуда был —

   Тебя лишь только не хватало!

   Ты сгусток крови у креста

   Копнул ноздрёй, как толстый боров,

   Ты только хрюкнул на Христа,

   Ефим Лакеевич Придворов
Позже, летом 1926 года, ОГПУ был арестован сознавшийся в авторстве стихотворения поэт Николай Горбачёв. Однако ни его биографические данные, ни литературное творчество не давали оснований считать его действительным автором произведения.
Существует предположение, что события, связанные с «Новым заветом без изъяна евангелиста Демьяна» и «Посланием…», послужили одним из толчков к написанию М. А. Булгаковым романа «Мастер и Маргарита», а Демьян Бедный стал одним из прототипов Ивана Бездомного. Во всяком случае, экземпляр «Послания» был изъят ОГПУ 7 мая 1926 года во время обыска у Булгакова.

### Демьян Бедный и Лебедев-Кумач
В 1930-е годы, когда Демьяна постигла опала, место «первого советского поэта» занял В. И. Лебедев-Кумач. Сатирик Виктор Ардов откликнулся на это событие эпиграммой:
      Кумач за дело взялся рьяно.

      Он — воспеватель «наших дней»,

      Сменил он Бедного Демьяна

      И стал писать ещё бедней.

## Семья
Поэт был женат трижды. В первом браке родилась дочь — Людмила Ефимовна Придворова
Со второй женой, Верой Руфовной Придворовой (урожд. Косинской, 1887—1958) они имели четырёх детей (две дочери и два сына); в 1933 году они развелись. Некоторые сведения о детях:
- Дочь — Тамара Ефимова Придворова (1911—1990). Её муж — Кардашов Давид Алексеевич, химик.[72]
- Дочь — Сусанна Ефимова Придворова (1916—?).
- Сын — Дмитрий Ефимов Придворов (1919—1995) — работал в журнале «Крокодил», один из составителей книги «Воспоминания о Демьяне Бедном» — очерк «Об отце» (1966)
- Сын — Святослав Ефимов Придворов (1921—1986)[76]. Похоронен, как и его мать, на Новодевичьем кладбище.
  - Внучка — Людмила Святославовна Придворова (1955—1997).

Третья жена с 1939 года — Лидия Николаевна Назарова, актриса Малого театра, моложе супруга на 21 год, общих с ним детей не имела; скончалась в 1998 году и похоронена рядом с ним.